# FK Khujand
El FK Khujand (en tayiko: Клуби футболи «Хуҷанд») es un club de fútbol con sede en la ciudad de Khujand en Tayikistán, fue fundado en 1976 y actualmente juega en la Liga de fútbol de Tayikistán.

## Historia
El club FK Khujand fue fundado en 1976, con el objetivo principal de suministrar jugadores al primer equipo de la República el Pamir Dushanbe. El club compitió por cerca de 15 años en el campeonato Centro-Asiático de la Unión Soviética sin mucho éxito, donde sus mejores actuaciones fueron en 1983 y 1986 (8° lugar) y un 6º puesto en 1991 entre 26 equipos. Desde la independencia de Tayikistán en 1991 el equipo disputa el campeonato de Tayikistán, donde sus mejores resultados han sido cuatro subcampeonatos y ser vencedor de la Copa de Tayikistán en tres ocasiones 1998, 2002 y 2008.
El club disputa sus partidos en el estadio Estadio 20 Años de Independencia de Khujand, el recinto posee una capacidad de 25.000 espectadores.

## Pálmarés
- Liga Tayika: 0

4 subcampeonatos: 1998, 1999, 2002, 2003
- Copa Tayika: 4

1997-98, 2002, 2008, 2021

## Participación en competiciones de la AFC
| Temporada | Torneo                 | Ronda       | Club                | Casa | Visita | Global     |
| --------- | ---------------------- | ----------- | ------------------- | ---- | ------ | ---------- |
| 1998–99   | Asian Cup Winners' Cup | 1           | Pakhtakor Tashkent  | 1–1  | 1–4    | 2–5        |
| 1999–2000 | Asian Cup Winners' Cup | 1           | Kaisar              | 0–3  | 3–0    | 3–3(3-4 p) |
| 2016      | AFC Cup                | Play-off    | Ahli Al-Khaleel     | 0–1  | 0–1    | 0–1        |
| 2018      | AFC Cup                | Play-off    | Ahal                | 0–2  | 0–1    | 0–3        |
| 2019      | AFC Cup                | Play-off    | Ahal                | 1–1  | 0–0    | 1–1(a)     |
| 2019      | AFC Cup                | Grupo D     | Dordoi Bishkek      | 3–1  | 0–3    | 4° Lugar   |
| 2019      | AFC Cup                | Grupo D     | Altyn Asyr          | 0–0  | 0–1    |            |
| 2019      | AFC Cup                | Grupo D     | Istiklol            | 3–2  | 0–3    |            |
| 2020      | AFC Cup                | Play-off    | Neftchi Kochkor-Ata | 3–0  | 0–1    | 3–1        |
| 2020      | AFC Cup                | Grupo D     | Dordoi Bishkek      |      |        | -          |
| 2020      | AFC Cup                | Grupo D     | Altyn Asyr          |      |        | -          |
| 2020      | AFC Cup                | Grupo D     | Istiklol            |      | 0–2    | -          |
| 2021      | AFC Cup                | Grupo F     | Alay                | 2–0  |        | 3° Lugar   |
| 2021      | AFC Cup                | Grupo F     | Altyn Asyr          |      | 2–2    | 3° Lugar   |
| 2021      | AFC Cup                | Grupo F     | Nasaf Qarshi        | 0–3  |        | 3° Lugar   |
| 2022      | AFC Cup                | Grupo F     | Dordoi Bishkek      | 0–0  | 0–0    | 1° Lugar   |
| 2022      | AFC Cup                | Grupo F     | Köpetdag Aşgabat    | 3–1  | 3–1    | 1° Lugar   |
| 2022      | AFC Cup                | Final Zonal | Sogdiana Jizzakh    | 0–4  | 0–4    | 0–4        |
| 2023/24   | AFC Cup                | Playoff     | Merw Mary           | 1-2  | 1-2    | 1-2        |